# Псевдофаенопс Якобсона
Псевдофаенопс Якобсона (Pseudophaenops jacobsoni) — вид комах з родини Carabidae. В Україні один з 2 ендемічних для країни видів роду.

## Морфологічні ознаки
7-8 мм. Сліпі жуки. Тіло світло-жовте, подовжене. Надкрила голі, паралельні. Вусики та ноги дуже довгі, в волосках. Передньоспинка не коротша за овальну голову.

## Поширення
Ендемічний вид України. Зустрічається тільки в Криму (Карабі-яйла): печери — Уральська, Борго-Ташик, Аю-Тешік. Можливі знахідки і в інших печерах Криму. Рідкісний вид, реєструються поодинокі особини.

## Особливості біології
Зареєстрований у ґрунтових пастках в травні-червні. Зимує імаго. Хижак.

## Загрози та охорона
Загрози: антропогенний прес в місцях перебування виду (спелеотуризм). Вразливий вид печерних угруповань безхребетних тварин. Розвиток неорганізованого спелеотуризму призводить до знищення виду. Повинен охоронятися в комплексі з іншими печерними ендемічними видами Криму.